# Герліц Ірина Яківна
Герліц Ірина Яківна (29 квітня 1966) — радянська баскетболістка.
Олімпійська чемпіонка 1992 року.
Бронзова призерка Олімпійських ігор 1988 року.